# (2355) Nei Monggol
(2355) Nei Monggol es un asteroide perteneciente al cinturón de asteroides, descubierto el 30 de octubre de 1978  por el equipo del Observatorio de la Montaña Púrpura desde el Observatorio de la Montaña Púrpura, Nankín (China).  

## Designación y nombre
Designado provisionalmente como 1978 UV1. Fue nombrado Nei Monggol en homenaje a Mongolia Interior (en chino) región autónoma de China.